# V.I.P (シドの曲)
「V.I.P」（ブイアイピー）は、シドの13枚目（通算21枚目）のシングル。2012年11月21日にKi/oon Musicから発売された。

## 概要
前作「S」から約6ヶ月ぶりのリリースとなる2012年2作目のシングル。表題曲「V.I.P」は、テレビアニメ『マギ The labyrinth of magic』の前期オープニングテーマに起用された。販売形態は初回限定盤A・B、通常盤、期間限定盤の4種リリースで、初回限定盤には表題曲のPVを収めたDVDが同梱されている。なお期間限定盤にはアラジンとアリババ・サルージャのイラストが描かれている。

## 収録曲
（全作詞：マオ）

### 初回限定盤・通常盤
1. V.I.P [3:14][1]
作曲：御恵明希、編曲：シド、アディショナルアレンジ：Takayuki Kato、ストリングスアレンジ：吉田翔平
テレビアニメ『マギ The labyrinth of magic』前期オープニングテーマ
躍動感のあるアップテンポで情緒的な曲[11]。
2. 走馬灯 [4:00][1]
作曲：Shinji、編曲：シド・西平彰
3. Sympathy （Live from TOUR 2012 『M&W』） [3:43][1]
作曲：御恵明希、編曲：シド

DVD
初回限定盤A
1. TOUR 2012 『M&W』 ライブ映像 （Ver.A）

初回限定盤B
1. TOUR 2012 『M&W』 ライブ映像 （Ver.B）

### 期間限定盤
1. V.I.P  [3:14][4]
2. 走馬灯 [4:00][4]
3. Sympathy （Live from TOUR 2012 『M&W』） [3:46][4]
4. V.I.P -アニメVer.- [1:33][4]
5. V.I.P -Instrumental-

## 収録アルバム
1. V.I.P
  - 1stベスト・アルバム『SID 10th Anniversary BEST』
  - 4thスタジオ・アルバム『OUTSIDER』
  - 2ndベスト・アルバム『SID ALL SINGLES BEST』
  - 3rdベスト・アルバム『SID Anime Best 2008-2017』
  - 『THE BEST OF MAGI』
2. 走馬灯
  - 2ndコレクション・アルバム『Side B complete collection〜e.B 2〜』

## カバー
- Morfonica［倉田ましろ（進藤あまね）］ - 2021年4月29日にゲーム『バンドリ! ガールズバンドパーティ!』に追加収録[12]。同年11月10日発売のアルバム『バンドリ！ ガールズバンドパーティ！ カバーコレクション Vol.6』でCD初収録[13]。